# Maria Serrallach Julià
Maria Serrallach Julià (Barcelona, 13 de diciembre de 1905-26 de octubre de 1992) fue una bibliotecaria española. Es una de las investigadoras reconocidas en el proyecto “Mujeres Investigadoras en los Archivos Estatales (1900-1970)” que desarrolló el Ministerio de Cultura en 2020.

## Trayectoria
Hija de Concepció Julià Font de Gelida y de Narcís Serrallach y Mauri de Barcelona, uno de los primeros urólogos de España, tuvo cuatro hermanos entre los que estaban Josep Antoni y Maria. Estudió en la Escuela Alemana de Barcelona y, con siete años, hablaba alemán y francés y, con doce, inglés. Realizó estudios de comercio e ingresó en la Escuela de Bibliotecarias. Terminó la carrera en 1933, con una tesina titulada Bibliotecas en la U.R.S.S. Una muestra de su espíritu transgresor se dio en 1930, cuando consiguió el carnet de conducir. 
Al terminar la carrera, trabajó en la biblioteca del Tiro Nacional (1933–1936), y en 1937 empezó a trabajar como interina en el Seminario de Química y Farmacia de la Universidad de Barcelona, una biblioteca que prácticamente organizó desde cero, y a la que dotó de unos servicios bastante insólitos para la época. 
En 1940, introdujo (de forma algo anticuada, pero efectiva) un servicio de fotocopias, que fue innovador para el Estado. Muy pronto contó con la colaboración y el apoyo económico de las empresas químicas y farmacéuticas, que encontraban en esta biblioteca la información que les era básica para su trabajo. En 1942, aprobó las oposiciones al Cuerpo Facultativo de Archiveros, Bibliotecarios y Arqueólogos, consiguiendo así la plaza definitiva en la biblioteca de la universidad. También logró las oposiciones de traductora jurada de inglés y alemán.

### Estados Unidos
En 1946, gracias a una beca del gobierno americano, estuvo un año en Estados Unidos, donde trabajó durante diez meses en la biblioteca de ciencias de la Universidad de Nôtre Dame, Indiana, y tuvo la oportunidad de visitar una cuarentena de bibliotecas de ese país y de conocer al fundador de Chemichal abstracts. Esta experiencia revirtió en los servicios en la biblioteca de Química, además de los donativos de revistas que consiguió del US Book Exchange, y con las que completó la colección del Seminario.
Impartió diversas conferencias ante químicos sobre esta estancia y publicó algunos artículos. En 1946 publica Bibliografía química, una compilación de obras técnicas y de recursos de todo tipo de utilidad para la profesión y los estudiantes de química, que resultó útil durante bastantes años. Esta es su publicación más importante; pero en su bibliografía se cuentan una decena de otros trabajos, todos ellos relacionados con la documentación sobre química. 
Con el tiempo, consiguió que la biblioteca de Química fuera un ejemplo de centro de recursos bien dotado, con una importante colección de obras de referencia, y con servicios de traducción y de obtención de documentos, impensables en ninguna otra biblioteca del Estado. 

### Profesora
Los cursos 1960-61 y 1963-64 fue profesora de la Escuela de Bibliotecarias, donde fue pionera en introducir conceptos sobre documentación. Desde la biblioteca recibía con mucho gusto a las alumnas de la Escuela, y las introducía en la bibliografía sobre química. En 1965 le fue concedida la Encomienda con el lazo de la orden de Alfonso X el Sabio. Asimismo, en 1975, cuando se jubiló, recibió un homenaje del Colegio Oficial de Químicos por su labor al frente de la biblioteca y la medalla de plata de la Universidad.
Sin embargo, pese a su jubilación, siguió colaborando con la biblioteca hasta 1980, demostrando su plena dedicación al cuerpo de bibliotecarios. 

## Reconocimientos
Durante la apertura del curso académico 1965-1966, Maria Serrallach recibió la Encomienda con Placa de la Orden de Alfonso X el Sabio en reconocimiento a su labor al frente de la Biblioteca de Química de la Universidad de Barcelona. En 1975, diversas instituciones químicas de Cataluña, como el Colegio de Químicos, las Universidades Central y Autónoma de Barcelona y el Instituto Químico de Sarrià, le rindieron un homenaje con motivo de su jubilación. Posteriormente, en 1977, Josep Tarradellas, presidente de la Generalidad de Cataluña, le entregó la Medalla de Plata de la Universidad de Barcelona. Finalmente, en marzo de 1980, la Sociedad Catalana de Ciencias Físicas, Químicas y Matemáticas le ofreció un homenaje en la Facultad de Química, presidido por el rector Antoni Badia i Margarit.
En 2020, fue incluida dentro del Proyecto "Mujeres investigadoras en los Archivos Estatales (1900-1970)" para la descripción archivística y creación de un micrositio específico en el Portal de Archivos Españoles (PARES) desarrollado entre 2020-2023. Este proyecto ha sido impulsado por la Subdirección General de Archivos Estatales, con el objetivo de visibilizar la labor de investigación realizada en España por las mujeres den el intervalo 1900-1970, partiendo de los registros documentales que se conservan en los Archivos de Gestión de los AAEE del Ministerio de Cultura (Archivo Histórico Nacional, Archivo de la Corona de Aragón, Archivo General de Simancas, Archivo General de Indias, Archivo de la Real Chancillería de Valladolid, Archivo General de la Administración y el Centro de Información Documental de Archivos).